# قائمة سفراء اليمن لدى الولايات المتحدة
سفير الجمهورية اليمنية في واشنطن العاصمة هو الممثل الرسمي لحكومة الجمهورية اليمنية لدى حكومة الولايات المتحدة. يقع مقر عمل السفير في سفارة اليمن، واشنطن العاصمة.

## قائمة السفراء[1]
| الاتفاقية الدبلوماسية/التعيين | الاعتماد الدبلوماسي | السفير                       | نهاية الفترة | رئيس الحكومة اليمنية | حاكم اليمن          | رئيس الولايات المتحدة | ملاحظات                                                                           |
| ----------------------------- | ------------------- | ---------------------------- | ------------ | -------------------- | ------------------- | --------------------- | --------------------------------------------------------------------------------- |
| ديسمبر 6, 1950                |                     |                              |              | الحسن بن يحيى        | أحمد بن يحيى        | هاري ترومان           | افتتاح المفوضية                                                                   |
| ديسمبر 6, 1950                |                     | عبد الرحمن عبد الصمد أبوطالب |              | الحسن بن يحيى        | أحمد بن يحيى        | هاري ترومان           | قائم بالأعمال                                                                     |
| أكتوبر 16, 1957               |                     | أحمد علي زبارة               |              | أحمد بن يحيى         | أحمد بن يحيى        | دوايت أيزنهاور        | قائم بالأعمال                                                                     |
| فبراير 1, 1963                |                     |                              |              | عبد الله السلال      | عبد الله السلال     | ليندون جونسون         | ترفيع البعثة إلى السفارة - في نفس الوقت ترفيع المفوضية الأمريكية في تعز إلى سفارة |
| يونيو 14, 1963                | يوليو 24, 1963      | محسن العيني                  |              | عبد اللطيف ضيف الله  | عبد الله السلال     | ليندون جونسون         |                                                                                   |
| فبراير 3, 1967                | فبراير 7, 1967      | عبد العزيز فوتيه             |              | عبد الله السلال      | عبد الله السلال     | ليندون جونسون         |                                                                                   |
| يونيو 6, 1967                 | يوليو 1, 1972       |                              |              | عبد الله السلال      | عبد الله السلال     | ليندون جونسون         | استئناف العلاقات                                                                  |
| أبريل 16, 1973                | يونيو 14, 1973      | يحيى جغمان                   |              | عبد الله الحجري      | عبد الرحمن الإرياني | ريتشارد نيكسون        |                                                                                   |
| أغسطس 17, 1974                |                     | أحمد علي زبارة               |              | محسن العيني          | إبراهيم الحمدي      | جيرالد فورد           | قائم بالأعمال                                                                     |
| ديسمبر 16, 1974               | ديسمبر 20, 1974     | حسن محمد مكي                 |              | محسن العيني          | إبراهيم الحمدي      | جيرالد فورد           |                                                                                   |
| ديسمبر 31, 1975               |                     | إبراهيم محمد الكبسي          |              | عبد العزيز عبد الغني | علي عبد الله صالح   | جيرالد فورد           | قائم بالأعمال                                                                     |
| مايو 4, 1976                  | مايو 21, 1976       | يحيى محمد المتوكل            |              | عبد العزيز عبد الغني | علي عبد الله صالح   | جيرالد فورد           |                                                                                   |
| سبتمبر 14, 1981               | أكتوبر 26, 1981     | محمد عبد الله الارياني       |              | عبد العزيز عبد الغني | علي عبد الله صالح   | رونالد ريغان          |                                                                                   |
| أكتوبر 4, 1984                | ديسمبر 10, 1984     | محسن العيني                  |              | عبد العزيز عبد الغني | علي عبد الله صالح   | رونالد ريغان          |                                                                                   |
| أغسطس 20, 1997                | سبتمبر 8, 1997      | عبد الوهاب الحجري            |              | عبد الكريم الإرياني  | علي عبد الله صالح   | بيل كلنتون            |                                                                                   |
| يوليو 28, 2015                | أغسطس 3, 2015       | أحمد عوض بن مبارك            |              | خالد بحاح            | عبد ربه منصور هادي  | باراك أوباما          |                                                                                   |
| مارس 24, 2022                 |                     | محمد عبد الله الحضرمي        |              | معين عبد الملك سعيد  | رشاد العليمي        | جو بايدن              |                                                                                   |